# Košecké Podhradie
Košecké Podhradie ist eine Gemeinde im Nordwesten der Slowakei mit 1053 Einwohnern (Stand 31. Dezember 2024), die im Okres Ilava, einem Teil des Trenčiansky kraj liegt.

## Geographie
Die Gemeinde befindet sich inmitten des Gebirges Strážovské vrchy im Tal des Baches Podhradský potok (Flusssystem Waag). Das fast 37 km² große Gemeindegebiet ist entsprechend hügelig bis bergig, nur im Südwesten liegt ein kleiner Talkessel. Das Ortszentrum liegt auf einer Höhe von 350 m n.m. und ist acht Kilometer von Ilava sowie 30 Kilometer von Trenčín entfernt.
Verwaltungstechnisch gliedert sich die Gemeinde in die Gemeindeteile Kopec (hist. ungarisch Tóthalom – bis 1907 Kopec), Malé Košecké Podhradie (hist. ungarisch Kaszakisváralja – bis 1907 Kaszakispodhrágy) und Veľké Košecké Podhradie (hist. ungarisch Kaszanagyváralja – bis 1907 Kaszanagypodhrágy).
Nachbargemeinden sind Ladce und Beluša im Norden, Mojtín und Zliechov im Osten, Valaská Belá und Horná Poruba im Süden, kurz Ilava im Westen und Košeca im Nordwesten.

## Geschichte
Das heutige Gemeindegebiet war vor unserer Zeitrechnung Standort einer Siedlung aus der Hallstattzeit.
Die Teilorte Malé Košecké Podhradie und Veľké Košecké Podhradie entwickelten sich unterhalb der 1312 zum ersten Mal erwähnten Burg Košeca und wurden zum ersten Mal 1397 gemeinsam als utraque Waralya schriftlich erwähnt. Kopec wurde im selben Jahr als Kopech erwähnt. Die Geschichte dieser Orte ist eng mit jener der Burg verbunden, die Sitz eines regionalen Herrschaftsguts war, ehe sie Anfang des 18. Jahrhunderts geschleift wurde. 1828 zählte man in Malé Košecké Podhradie 45 Häuser und 321 Einwohner, in Veľké Košecké Podhradie 113 Häuser und 800 Einwohner. Die Bevölkerung lebte vorwiegend von Forst- und Landwirtschaft.
Bis 1918 gehörten die im Komitat Trentschin liegenden Ort zum Königreich Ungarn und kamen danach zur Tschechoslowakei beziehungsweise Slowakei. 1975 wurden die seit dem 19. Jahrhundert getrennte Orte Malé Košecké Podhradie und Veľké Košecké Podhradie vereinigt, 1976 kam noch der Ort Kopec hinzu.

## Bevölkerung
| Jahr                | 1994 | 2004    | 2014    | 2024    |
| ------------------- | ---- | ------- | ------- | ------- |
| Anzahl der Personen | 1076 | 1071    | 1050    | 1053    |
| Unterschied         |      | −0,46 % | −1,96 % | +0,28 % |

| Jahr                | 2023 | 2024    |
| ------------------- | ---- | ------- |
| Anzahl der Personen | 1059 | 1053    |
| Unterschied         |      | −0,56 % |

Nach der Volkszählung 2011 wohnten in Košecké Podhradie 1045 Einwohner, davon 960 Slowaken und jeweils zwei Magyaren und Tschechen. 81 Einwohner machten diesbezüglich keine Angabe. 870 Einwohner bekannten sich zur römisch-katholischen Kirche und jeweils zwei Einwohner zu den Zeugen Jehovas sowie zur evangelischen Kirche A. B.; ein Einwohner bekannte sich zu einer anderen Konfession. 62 Einwohner waren konfessionslos und bei 108 Einwohnern wurde die Konfession nicht ermittelt.

## Sehenswürdigkeiten
- Ruinen der Burg Košeca aus dem 13. Jahrhundert